# شعب الباندا

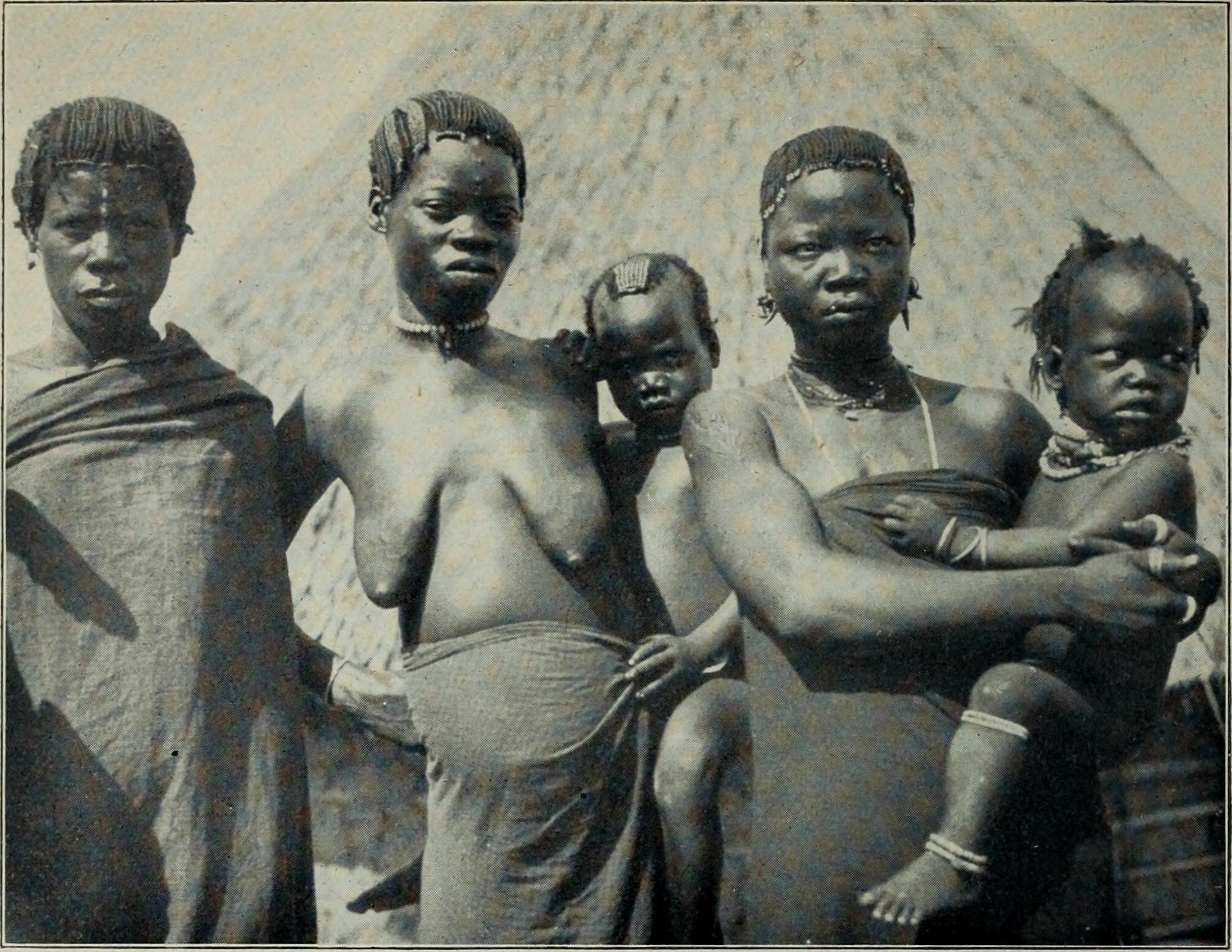

شعب الباندا (بالانجليزية: (Banda people مجموعة عرقية من جمهورية أفريقيا الوسطى. وهم يتواجدون أيضًا في جمهورية الكونغو الديمقراطية والكاميرون وجنوب السودان. وقد تأثروا بشدة نتيجةً للغارات التي شُنَّت على الرقيق في القرن التاسع عشر إلى جانب تجارة الرقيق في خارج أفريقيا. في ظل الحكم الاستعماري الفرنسي، اعتنق معظم سكان الباندا الديانة المسيحية ولكنهم احتفظوا بعناصر من معتقداتهم وقيمهم الدينية التقليدية.

## التركيبة الديموغرافية
قُدِّر عدد السكان حوالي 1.3 مليون نسمة في مطلع القرن الحادي والعشرين إذ يشكلون إحدى أكبر المجموعات العرقية في جمهورية أفريقيا الوسطى، وهم يتواجدون عادةً في الجزء الشمالي الشرقي من البلاد.
يتحدث شعب الباندا اللغات التي تنتمي إلى مجموعة عائلة لغات النيجر والكونغو المعروفة باسم لغات الباندا أو لغة أوبانغي. تختلف لغات الباندا فيما بينها؛ إذ يوجد تسع لغات عامية مختلفة تنتمي لها وهي موزعة جغرافيًا على نطاق واسع.

## العبودية
تأثر شعب الباندا بشدة بسبب غارات العبيد التي بدأت من الشمال، ولا سيما تلك التي انطلقت من سلطنة وداي وإقليم دارفور في أوائل القرن التاسع عشر، ومن بعد ذلك من قِبَل الخرطوم بقيادة الزبير باشا رحمة. وقد أسر هؤلاء أفرادًا من شعب الباندا وعرضوهم للبيع في سوق العبودية. هاجر العديد منهم إما نحو الجنوب أو الغرب على طول نهر أوبانغي.
وفقا للأستاذة آن براور ستال، المختصة بدراسات علم الإنسان في إفريقيا، عُدَّت المدن التي سكنها شعب الباندا في القرون الوسطى مثل مدينة بيغو مصدرًا للعبيد ما بين عامي 1400 و1600 ميلادي، والذين توجَّه بعضهم إلى شمال افريقيا واعتنقوا الإسلام، ذلك أن التجارة قد اقتصرت في البداية على النساء والأطفال قبل عام 1500 ميلادي. وبحلول القرن السادس عشر، استُخدم العبيد من مناطق الباندا في العمالة الإنتاجية في الدول الإسلامية السودانية، وقد استمرت تجارة الرقيق إلى حد ما في القرون التي تلت ذلك. يقترح دينيس كورديل، أستاذ في علم التاريخ المتخصص في أفريقيا، أن الغارات التي شُنَّت على العبيد وجميع الممارسات التجارية قد حدثت في وقت سابق من القرن الحادي عشر وحتى القرن الثاني عشر في جنوب ليبيا ثم في منطقة بحيرة تشاد، وقد توسعت تلك الغارات لتصل بعد ذلك إلى منطقة الباندا.
أدَّى قتل شعب باندا واستعبادهم وطردهم من أراضيهم على يد صائدي العبيد من المناطق أصبحت الآن جزءا من تشاد وجنوب السودان وجنوب شرق جمهورية أفريقيا الوسطى، إلى انخفاض عدد السكان، ومن ثم زاد الوضع سوءًا عندما منح المستعمرون الأوروبيون أسلحة للدول التي تقاتل العبيد. في أواخر القرن التاسع عشر، شنَّ «صائدو العبيد» هجومًا من الجنوب بمساعدة جيوش من منطقة أزاندي التي أصبحت الآن جزءًا من جمهورية الكونغو وجنوب السودان، بقيادة تجار عرب كانوا قد قاموا بإنشاء زريبة (مراكز تجارة الرقيق). قمع صائدو العبيد سكان الباندا عندما تأسست مستعمرة أوبانغي شاري الفرنسية في هذه المنطقة.
وفقًا لما ذكره أستاذ التاريخ الأمريكي ريتشارد برادشو، فإن شعب الباندا، إلى جانب جيرانهم، شعب غبايا، قد عاشوا حياة سلمية عمومًا قبل القرن التاسع عشر، لكن بعد ذلك، ذكر كيفن شيلينغتون أن «تجار العبيد الأفارقة إلى جانب المستعمرين الأوروبيين في ذلك الحين، قد طبقوا ممارسات لم يسبق لها مثيل من العنف والاستغلال الاقتصادي لأولئك السكان». ويقول أستاذ علم الإنسان الاجتماعي اليوناني جي. بي. ماكريس أن شعب باندا، إلى جانب مجموعتين عرقيتين هم النوبا والغوموز، قد وقعوا ضحية نحن أيدي تجار الرقيق المصريين. كلمة باندا هي مرادف لكلمة عبيد أو بوندمان باللغة الفارسية.